# Kiril Despodov
Kiril Vasilev Despodov (en bulgare : Кирил Василев Десподов), né le 11 novembre 1996 à Krésna, est un footballeur international bulgare qui évolue au poste d'ailier au PAOK Salonique.

## Biographie

### Carrière en club
Né à Krésna en Bulgarie, Kiril Despodov est formé par le Litex Lovech, où il commence sa carrière professionnelle en championnat de Bulgarie. Il joue son premier match avec l'équipe première du club le 12 mai 2012.
Il rejoint le CSKA Sofia à l'été 2016, où il s'impose comme un des joueurs les plus en vue du championnat bulgare,.
Le 30 janvier 2019, Despodov est transféré au Cagliari Calcio en Serie A, pour un transfert étant annoncé comme supérieur à 4,5 millions d'euros, battant le record d'Hristo Stoitchkov du plus gros transfers du championnat de son pays natal.
S'il fait ses débuts en championnat italien lors de la fin de saison en cours, il est ensuite prêté au Sturm Graz pour toute la saison 2019-2020,,.
Malgré une saison pleine en championnat d'Autriche, il est prêté au Ludogorets de Razgrad, avec une option d'achat, qui sera par la suite activée. De retour en Bulgarie, il s'établit comme un des meilleur joueur de l'équipe qui domine le championnat et joue régulièrement l'Europe,,, malgré un contexte hostile avec les supporteurs de son ancien club, le CSKA.
En septembre 2023, il est transféré au PAOK Salonique en championnat de Grèce. Avec le club qui remporte le championnat grec lors de cette saison 2023-24, Despodov confirme son statut de meilleur joueur bulgare,,,.

### Carrière en sélection
Déjà international bulgare junior jusqu'à l'équipe espoirs, Despodov est convoqué pour la première fois en février 2015. Il honore sa première sélection le 23 mars 2018. Il devient par la suite le capitaine de cette sélection,.